# Parceiros e Azoia
Parceiros e Azoia (llamada oficialmente União das Freguesias de Parceiros e Azoia) es una freguesia portuguesa del municipio de Leiría, distrito de Leiría.

## Historia
Fue creada el 28 de enero de 2013 en aplicación de una resolución de la Asamblea de la República de Portugal promulgada el 16 de enero de 2013 con la unión de las freguesias de Azoia y Parceiros, pasando su sede a estar situada en la antigua freguesia de Parceiros.

## Demografía
| Gráfica de evolución demográfica de Parceiros e Azoia entre 2011 y 2021 |
|                                                                         |
| Datos según el nomenclátor publicado por el INE portugués.              |